# Цоньо Паяков
Цоньо Станчов Паяков е български индустриалец.

## Биография
Роден е през 1858 г. в Габрово. Баща му е търговецът Станчо Паяков, а негови братя са Георги Паяков – лекар и психиатър и Лазар Паяков – финансист и политик. През 1882 г. завършва Висшето търговско училище в Петербург, Руската империя. Построява конопенотекстилна фабрика в София през 1891 г., а през 1903 г. става съдружник на Иван Въжаров и преустрояват работилницата му за въжета и въжени изделия във фабрика. Получават държавна концесия за производство на въжарски стоки и тъкани от коноп и юта в Западна България. Фабриката първоначално е с основен капитал 50 000 лева и с 15 работници. През 1912 г. е с основен капитал 200 000 лева и 150 работници. Общата двигателна сила е 125 конски сили. Акционер е в банка „Гирдап“, застрахователното дружество „Балкан“ и др. През 1903 – 1923 е член на управителния съвет на Съюза на индустриалците, а от 1913 до 1920 г. негов председател. Умира на 16 септември 1924 г. в София.